# Korean-Air-Flug 803
Auf dem Korean-Air-Flug 803 (Flugnummer IATA: KE803, ICAO: KAL803, Funkrufzeichen KOREAN AIR 803) ereignete sich am 27. Juli 1989 ein schwerer Flugunfall, als eine McDonnell Douglas DC-10-30 der Korean Air nach einem internationalen Linienflug von Seoul nach Tripolis vor der Landebahn des Tripoli International Airport ins Gelände geflogen wurde. Bei dem Zwischenfall starben 75 der 199 Insassen an Bord der Maschine und vier Personen am Boden. Bis zum Absturz einer Boeing 727-200 auf Libyan-Arab-Airlines-Flug 1103 handelte es sich um den schwersten Flugunfall in Libyen.

## Maschine
Bei dem verunglückten Flugzeug handelte es sich um eine McDonnell Douglas DC-10-30. Das Flugzeug trug die Werksnummer 47887, es handelte sich um die 125. DC-10 aus laufender Produktion, welche im Werk von McDonnell Douglas in Long Beach, Kalifornien endmontiert wurde. Der Roll-Out der Maschine erfolgte am 17. September 1973, der Testflug wurde anschließend mit dem Testkennzeichen N54643 durchgeführt. Die DC-10 wurde am 25. November 1974 an die thailändische Air Siam ausgeliefert, bei der sie mit dem Luftfahrzeugkennzeichen HS-VGE in Betrieb genommen wurde. Nach dem Niedergang der Fluggesellschaft ging die Maschine am 25. Februar 1977 an die Korean Air Lines, die in den 1980er-Jahren in Korean Air umfirmiert wurde. Die Maschine erhielt das Luftfahrzeugkennzeichen HL7328. Das dreistrahlige Langstrecken-Großraumflugzeug war mit drei Triebwerken des Typs General Electric CF6-50C2 ausgestattet. Die Gesamtbetriebsleistung der Maschine bis zu dem Unfall belief sich auf 49.052 Betriebsstunden, auf die 11.440 Starts und Landungen entfielen.

## Passagiere, Besatzung und Flugplan
Der Flug KE803 sollte vom Flughafen Gimpo bei Seoul zum Tripoli International Airport führen, wobei planmäßige Zwischenstopps auf dem Flughafen Bangkok-Don Mueang in Thailand und dem Flughafen Dschidda in Saudi-Arabien vorgesehen waren. Flugkapitän war der 54-jährige Kim Ho-jun, Erster Offizier der 57-jährige Choi Jae-hong und Flugingenieur der 53-jährige Hyun Gyu-hwan. Den letzten Abschnitt des Fluges hatten neben den 18 Besatzungsmitgliedern 181 Passagiere angetreten. Bei den Passagieren handelte es sich mehrheitlich um südkoreanische Bauarbeiter, die nach einem Zwischenaufenthalt in ihrer Heimat auf dem Weg zu ihren Arbeitsstellen in Libyen waren. Viele der Insassen waren bei den südkoreanischen Unternehmen Daewoo und Donga beschäftigt.
| Staatsangehörigkeit | Passagiere | Besatzung | Gesamt |
| ------------------- | ---------- | --------- | ------ |
| Südkorea            | 171        | 18        | 189    |
| Libyen              | 7          | -         | 7      |
| Japan               | 3          | -         | 3      |
| Gesamt              | 181        | 18        | 199    |

## Flugverlauf und Unfallhergang
Der Flug verlief bis zum Anflug auf Tripolis ohne jedwede Auffälligkeiten. Um den Zielflughafen herrschte schlechte Sicht bei dichtem Nebel, die Sichtweiten betrugen 100 bis 800 Fuß (ca. 30 bis 240 Meter). Die Piloten erhielten eine Freigabe zum Anflug auf Landebahn 27 des Flughafens, jedoch teilte die Flugsicherung den Piloten mit, dass das Instrumentenlandesystem dieser Landebahn außer Betrieb war. Die Besatzung entschied trotz dieser schwierigen Wetterbedingungen den Anflug durchzuführen. Im Endanflug geriet die Maschine unter die Mindestsinkflughöhe. Im östlich des Flughafens gelegenen Stadtteil Suq-as-Sabt, 2,4 Kilometer vom Flughafen entfernt, kam das Flugzeug zu Boden. Am Boden wurden vier  Häuser und zahlreiche Autos im 400 Meter langen Absturzgebiet getroffen. Der Rumpf zerbrach in drei Teile und ein Brand brach aus. Bei dem Unfall wurden 75 Personen an Bord der Maschine getötet, darunter 72 Passagiere und drei Besatzungsmitglieder. Ebenfalls starben vier Personen am Boden.

## Unfalluntersuchung
Bei der Unfalluntersuchung arbeiteten die libyschen Behörden mit französischen Ermittlern des Bureau d’Enquêtes et d’Analyses pour la sécurité de l’aviation civile zusammen, da aufgrund des Konflikts um die libysche Beteiligung am Bombenanschlag auf Pan-Am-Flug 103 im Jahr zuvor die libysche Regierung keine US-Bürger ins Land ließ. Entsprechend wurde auch Mitarbeitern des Herstellers McDonnell Douglas keine Einreise gewährt. Die Zusammenarbeit mit den französischen Behörden hielt libysche Stellen nicht davon ab, mit dem Bombenanschlag auf UTA-Flug 772 unter ähnlichen Bedingungen eine französische Passagiermaschine in die Luft zu sprengen.
Als Unfallursache wurde der Versuch der Piloten ermittelt, die Maschine unter die Mindestsinkflughöhe sinken zu lassen, ohne dass zu diesem Zeitpunkt die Landebahnumgebung in Sicht war. Es wurde festgestellt, dass das ILS des Flughafens Tripolis zum Zeitpunkt des Unfalls außer Betrieb gewesen sei. Der Flugkapitän äußerte zudem, dass 15 Minuten vor der Kollision der Kontakt zur Flugsicherung abgebrochen sei.